# Sydney Chapman (matematician)
Sydney Chapman (n. 29 ianuarie 1888, Eccles⁠(d), Anglia, Regatul Unit al Marii Britanii și Irlandei – d. 16 iunie 1970, Boulder, Colorado, SUA) a fost un matematician și geofizician englez.
Alături de James Van Allen, a inițiator al instituirii Anului Geofizic Internațional (1 iulie 1957 - 31 decembrie 1958) și președintele Comitetului Special al acestui proiect.

## Activitatea
Cea mai însemnată contribuție matematică a sa se înscrie în domeniul proceselor stohastice, în special cele de tip Markov.
În același timp cu matematicianul rus Kolmogorov formulează ecuațiile de câmp pentru procese de funcții sumă, cunoscute ulterior în teoria probabilităților sub numele ecuațiile Chapman-Kolmogorov.
În ceea ce privește geofizica, Chapman a studiat furtunile magnetice, aurorele solare, câmpul magnetic terestru, vântul solar.
De asemenea, în 1930 a elaborat teoria formării ozonului atmosferic, iar în 1931 a formulat teoria straturilor ionosferei și cea a furtunilor magnetice.

## Distincții, aprecieri
În 1913 i se acordă Premiul Smith pentru matematică.
În 1919 devine membru al Royal Society.
În 1964 i se decernează Medalia Copley.
Un crater lunar, precum și o clădire din cadrul campusului universitar al Fairbanks, Alaska University îi poartă numele.
Asupra descoperirilor lui Chapman au insistat matematicienii români: Constantin Popovici (1935), Octav Onicescu (1939).
1. 1 2  MacTutor History of Mathematics archive, accesat în 22 august 2017
2. 1 2  Sydney Chapman, Autoritatea BnF
3. 1 2  Sydney Chapman (mathematician), SNAC, accesat în 9 octombrie 2017
4. 1 2  Sydney Chapman, Hrvatska enciklopedija[*]
5. ↑  Чепмен Сидни, Marea Enciclopedie Sovietică (1969–1978)[*]
6. 1 2 3 4 5 6 7 8 9 10 11 12 13  MacTutor History of Mathematics archive
7. ↑  Find a Grave
8. ↑  CONOR.SI[*] Verificați valoarea |titlelink= (ajutor)
9. ↑  Award winners : Copley Medal (în engleză), Societatea Regală din Londra, accesat în 30 decembrie 2018
10. ↑   https://www.agu.org/honors/bowie-medal/past-recipients Lipsește sau este vid: |title= (ajutor)
11. ↑   https://www.iop.org/about/awards/silver-subject-medals/edward-appleton-medal-and-prize-recipients Lipsește sau este vid: |title= (ajutor)
12. ↑  Une femme est nommée docteur " honoris causa" (în franceză), Le Monde, 9 noiembrie 1962, accesat în 20 iunie 2024
13. ↑   (PDF), p. 6 https://iugg.org/wp-content/uploads/2022/09/IUGGej1705.pdf Lipsește sau este vid: |title= (ajutor)